# Sanoma
Sanoma é uma empresa de comunicações da Finlândia e também é a maior empresa de mídia dos países nórdicos, foi fundada em 1999 após a fusão das Finlandesas Sanoma Corporation, Helsinki Media Company  e a WSOY, a empresa tem operações em 10 países europeus.
A empresa possui editora de revistas, emissoras de TV e Rádio, negócios de internet, grupo possui 5 divisões; edição, entretenimento, notícias, comércio e educação.

## Divisões da empresa
- Sanoma Magazines: Editora de Revistas
- Sanoma News: Jornais impressos
- Sanoma Learning & Literature: Produção de livros educacioanis
- Sanoma Entertainment: Televisão, Rádio e serviços de jogos on-line
- Sanoma Trade: Distribuição de livros e jornais, livrarias

A empresa é listada na bolsa de valores de Helsinki,a família finlandesa Erkko é a maior acionista da companhia com 23,02% das ações.